# Johannes Wislicenus
Johannes Wislicenus (ur. 24 czerwca 1835 w Kleineichstädt, zm. 5 grudnia 1902 w Lipsku) – niemiecki chemik.

## Życiorys
Urodził się 24 czerwca 1835 w Kleineichstädt pod Querfurtem w Turyngii, jako syn Gustava Adolfa Wislicenusa (1803–1875) i Emilie Charlotte Wilhelmine Ottilie z domu Giese (1803–1895). Rodzina Wislicenusów miała polskich przodków. Najstarszy z ośmiorga rodzeństwa: miał braci Hugona (1836–1866), Ulricha Gustava (1844–1871) i Paula Gustava (1847–1917), oraz siostry: Wilhelmine Klothilde (po mężu Scholl; 1838–1910), Agnes Emilie (po mężu Sattler; 1840–1919), i bliźniaczki Anne Emilie (po mężu Regelsberger; 1842–1891) i Berthę Emilie (1842–1919).
Najpierw studiował matematykę i chemię na Uniwersytecie w Halle. W 1853 jego ojciec, luterański pastor, z całą rodziną wyemigrował do Stanów Zjednoczonych. Tam Johannes przez krótki czas studiował na Harvard University, gdzie w 1853 i 1854 był asystentem Ebena Horsforda (1818–1893). Od 1856 z powrotem w Niemczech. Od 1857 do 1859 asystent Wilhelma Heinricha Heintza (1817–1880) na Uniwersytecie w Halle. W 1859 opuścił jednak Halle, w proteście przeciwko prośbie uczelni, by zobowiązał się od niewyrażania publicznie swoich poglądów politycznych, o ile chce uzyskać tytuł doktora. Tytuł ten otrzymał 7 stycznia 1860 na Uniwersytecie w Zurychu na podstawie dysertacji "Theorie der gemischten Typen", następnie wykładał w zuryskiej Industrieschule. Od 1864 profesor na Uniwersytecie w Zurychu i dyrektor laboratorium uniwersyteckiego. Od 1872 na katedrze chemii Uniwersytetu w Würzburgu (1872). W latach 1880–1881 rektor tej uczelni. W 1885, po śmierci Kolbego w 1884, na Uniwersytecie w Lipsku. W 1898 Royal Society przyznało mu Medal Davy'ego.
Był gorliwym patriotą. Pozował jako model do jednej z figur Niederwalddenkmal. Był jednym z członków założycieli utworzonego 4 kwietnia 1891 Allgemeine Deutsche Verband, w 1894 przemianowanego na Ligę Pangermańską (Alldeutscher Verband).
23 marca 1860 ożenił się z Marią Kathariną z domu Sattler (ur. 18 kwietnia 1838 w Schonungen, zm. 31 stycznia 1904 w Heilanstalt Leipzig-Thonberg). Żona od 1871 chorowała psychicznie. Mieli sześcioro dzieci:
- Wilhelm Wislicenus (ur. 23 stycznia 1861 w Zurychu, zm. 8 czerwca 1922 w Tybindze) był również chemikiem, profesorem chemii na Uniwersytecie w Tybindze[14]
- Emilie Luise Wislicenus (ur. 20 marca 1862 w Zurychu, zm. 30 grudnia 1903 tamże), popełniła samobójstwo w depresji, miesiąc po śmierci matki[15]
- Marie Catharina po mężu Fick (ur. 26 lipca 1863 w Zurychu, zm. 25 stycznia 1953 w Herrsching-Mühle Mühlfeld) była żoną lekarza okulisty Adolfa Ficka (1852-1937)[16].
- Alwin Leonidas Wislicenus (ur. 30 stycznia 1865 w Zurychu, zm. 25 lipca 1890 w Düsseldorfie) był artystą malarzem, cierpiał na depresję i popełnił samobójstwo[17]
- Hans Adolf Wislicenus (ur. 18 marca 1867 w Zurychu, zm. 1951 w Herrsching am Ammersee) był chemikiem, profesorem chemii w Forsthochschule Tharandt[18].
- Karl Otto Konrad Wislicenus (ur. 8 kwietnia 1868 w Zurychu, zm. 9 marca 1889 w Elberfeld) był kupcem w Elberfeld, zmarł na zapalenie wyrostka robaczkowego[19].

Johannes Wislicenus zmarł 5 grudnia 1902 w Lipsku na udar mózgu.

## Dorobek naukowy
Zajmował się głównie chemią organiczną. Pamiętany jest za prace dotyczące stereochemii. Wprowadził pojęcie izomerii geometrycznej.
W 1866 roku, razem z Adolfem Eugenem Fickiem, przeprowadził eksperyment sprawdzający prawdziwość przyjętej wówczas jako dogmat teorii Liebiga, według której jedynym składnikiem energetycznym pożywienia są białka. Wislicenus i Fick przed i w trakcie eksperymentu byli na diecie ubogiej w białko; doświadczenie polegało na wejściu na okoliczny niewysoki (1956 m n.p.m.) szczyt górski i zmierzeniu ilości azotu wydalonego z moczem. Z obliczeń uczonych wynikało, że białko w diecie nie mogło dostarczyć wystarczająco dużo energii potrzebnej do takiego wysiłku (obliczonego w uproszczony sposób jako pracę potrzebną na przezwyciężenie siły grawitacji podczas wspinaczki).
Wislicenus wyjaśnił relacje kwasów maleiowego i fumarowego; jako pierwszy zastosował metaliczne srebro jako katalizator syntezy halogenków organicznych; zsyntetyzował eter winylowy, kwas winylooctowy i cykliczne ketony. Wyjaśnił strukturę kwasu fosforowego.

## Wybrane prace
- Untersuchungen über die durch negative Radicale [Radikale] ersetzbaren Wasserstoffatome mehr-äquivalentiger organischer Säuren (1863)
- Studien zur Geschichte der Milchsäure und ihrer Homologen[26][27] (1863)
- Studien zur Geschichte der Pyrotraubensaure[28] (1863)
- Ueber die Beta-Oxybuttersaure[29] (1869)
- Ueber Vinyläthyläther[30] (1878)
- Die Abiturienten der Realgymnasien und Realschulen I. Ordnung als Studirende an den Universitäten : Rede zur Feier des 299. Stiftungstages der Kgl. Bayer. Julius-Maximilians-Universität am 3. Januar 1881 gehalten (1881)
- Festrede zur dritten Säcularfeier der königlich-bayerischen Julius-Maximilians-Universität bei dem Hauptfestactus in der Universitätskirche am Morgen des 2. August 1882 gehalten. Würzburg, 1882
- Über die räumliche Anordnung der Atome in organischen Molekulen und ihre Bestimmung in geometrisch-isomeren ungesättigten Verbindungen. Leipzig : Hirzel, 1887
- Ueber die Lage der Atome im Raume. - Antwort auf W. Lossen's Frage[31] (1888)
- Ex ordinis philosophorum mandato renuntiatur philosophiae doctores ... inde a d. primo m. Nov. a. 1889 ad d. ultimum m. Oct. a. 1890 creati : Praemissa est Ioannis Wiscelinus dissertatio: Ueber die Umsetzung strereoisomerer ungesättigter organischer Verbindungen in einander bei höherer Temperatur. Lipsiae : typ. A. Edelmanni, typogr. acad, 1890
- Ueber Ringketone[32] (1893)
- Rectoratswechsel an der Universität Leipzig am 31. October 1893 : I. Rede des abtretenden Rectors D. Theodor Brieger: Bericht über das Studienjahr 1892/93 ; II. Rede des antretenden Rectors Dr. Johannes Wislicenus: Die Chemie und das Problem von der Materie (1893)
- Ueber die Bromadditionsproducte der Angelicasaure und Tiglinsaure. Justus Liebig's Annalen der Chemie (1893)
- Über Verbindungen der Krotonsäure mit Isokrotonsäure und über Mischsäuren überhaupt (1896)
- Rede (z. fünfzigj.) Jubelfeier d. Kgl. Sächs. Ges. d. Wiss. zu Leipzig) (1896)
- Ueber die Bildung carbocyklischer Verbindungen aus 1,5- und 1,6- Diketonen durch Ueberführung in ihre Pinakone. Justus Liebigs Annalen der Chemie 302, 1-2, s. 191-195 (1898)
- Ueber die 2.5-Dimethyl-1.1-Di-und 1-Mono-Carbonsauren des Cyclopentans[33] (1901)